# Exserohilum antillanum
Exserohilum antillanum är en svampart som beskrevs av R.F. Castañeda, Guarro & Cano 1995. Exserohilum antillanum ingår i släktet Exserohilum och familjen Pleosporaceae.   Inga underarter finns listade i Catalogue of Life.